# District militaire de l'Oural
La district militaire de l'Oural est un district militaire  des forces armées de l'Union soviétique et de la fédération de Russie, qui a existé en 1918-1922, 1935-1989 et 1992-2001.

## Historique
Le siège du district est situé à Sverdlovsk (Iekaterinbourg). De 1919 à 1922, il s'appelait le district militaire de Priouralsky.
En 1989, le district fusionne avec le district militaire de la Volga pour devenir le district militaire Volga-Oural. Il fut divisé en 1992, puis les deux districts fusionnèrent à nouveau en 2001.